# 谷正倫
谷 正倫（こく せいりん、1890年9月23日〈光緒16年8月初10日〉 - 1953年〈民国42年〉11月3日）は、中華民国（台湾）の軍人・政治家。初めは黔軍（貴州軍）の有力指揮官で、後に国民革命軍（国民政府）に転じた。国民政府では憲兵の練成・組織に尽力し、日中戦争中は甘粛省政府主席として顕著な治績をあげたことでも知られる。字は紀常。弟の谷正綱・谷正鼎も同党や国民政府で要職に就き、彼らと共に「谷氏三兄弟」と称された。

## 事跡

### 日本留学と黔軍での台頭
1906年（光緒33年）、貴州陸軍小学に入学し、翌年、校内革命派団体である歴史研究会に加入した。1908年（光緒34年）秋に卒業し、武昌陸軍第三中学に進学している。同年冬、何応欽（貴州省出身）・朱紹良（福建省出身、後に貴州陸軍加入）と共に日本に留学し、東京振武学校で学ぶ。このとき、中国同盟会に加入した。
1911年（宣統3年）10月、武昌起義（辛亥革命）が勃発すると、谷正倫は帰国し、黄興配下として漢陽で清軍と交戦している。翌1912年（民国元年）1月、南京に中華民国臨時政府が成立し、黄が陸軍総長兼参謀総長になると、谷は陸軍部少校科員に任ぜられた。1913年（民国2年）の第二革命（二次革命）でも黄の下で江蘇討袁軍総司令部で職に就いたが、敗北して日本に亡命する。その後、陸軍士官学校砲兵科に進学し、1916年（民国5年）秋、卒業した。
帰国後は、谷正倫は何応欽・朱紹良と共に貴州省に戻る。貴州督軍劉顕世の甥で、黔軍（貴州軍）第1師師長である王文華に招聘され、谷は第1師で砲兵団団長に任ぜられた。1917年（民国6年）10月、護法運動の一環で黔軍総司令に任ぜられた王が四川省へ出撃することになると、谷は第7団団長に改めて任ぜられた。その後、四川省での転戦で軍功をあげ、第1団団長、第2混成旅旅長と昇進している。

### 黔軍内での闘争に敗北
1920年（民国9年）10月、川軍（四川軍）に敗北して黔軍は貴州に退却する。この頃、貴州省では王文華ら「新派」（孫文（孫中山）支持派の新軍軍人を核とする）と劉顕世ら「旧派」（北京政府支持派の旧軍軍人・政治家を核とする）の権力闘争が佳境に差し掛かっていた。王は伯父である劉を直接手にかけることを厭い、配下の盧燾（広西省出身）を代理総司令、胡瑛（雲南省出身）を総指揮、谷を副総指揮にそれぞれ任命して省会（省都）貴陽奪取を命じ、王自身は上海にいったん退避している。
一方の劉顕世は、兄の劉顕潜率いる遊撃部隊に加え、新編第5旅旅長兼警察庁長の何応欽に新派迎撃を命じたが、すでに何は王文華らと内応の手はずを整えていた。新派でも外省人である盧燾と胡瑛は権力闘争への介入に消極的であったため、結局、副総指揮の谷が貴陽攻撃の指揮権を握る。11月10日、谷は何と協力して貴陽を急襲・攻略し、旧派幹部を粛清した（民九事変）。これにより新派が貴州省を掌握したことになったが、この際の粛清・殺戮が過度であると批判を受けたため、王文華は直ちに貴陽に戻ることができなくなってしまう。
翌1921年（民国10年）3月、王文華が北京政府を支持する配下の袁祖銘の刺客に暗殺されてしまう。これにより、代理総司令盧燾が正式に総司令となったものの、外省人の盧は指導力発揮を控え、以後、何応欽と谷正倫の間で主導権争いが展開されることになった。何は警察庁長であったために素早く貴陽を掌握し、谷はこれに対抗しえず、やむなく貴州南路衛戍司令として貴州省南部に一時撤退する。
5月、孫文が広州で非常大総統に就任し、西南各省に広西省の陸栄廷を討伐するよう呼びかけ、盧燾もこれに応じた。谷正倫も軍功をあげて何応欽に反撃するきっかけを掴みたいと願っていたことから、自ら出征を望み、援桂聯軍第4路軍として広西省へ進軍、翌月には柳州を攻略するなどの軍功をあげている。1922年（民国11年）1月、谷は孫文から中央直轄黔軍総司令に任命された。こうして地位の向上などで力を得た谷正倫は、何配下の団長2名を篭絡し、そのクーデターにより何を追い払うことに成功した。同年4月、貴陽に戻って実権を掌握している。
ところがこの頃には、北京政府の支援を受ける袁祖銘が「定黔軍」を組織して貴陽進撃の機会を伺っていた。谷正倫も袁の迎撃準備を整えようとしたが、すでに袁は谷配下の第1混成旅旅長彭漢章、第2混成旅旅長王天培と秘密裏に連携している。そして袁が貴陽に向けて進軍してくると、彭・王も内応し、他の谷配下の部隊も次々と袁の側に寝返った。万事休した盧燾と谷は下野し、谷は湖南省へ逃亡している。

### 国民革命軍での再起、憲兵練成、甘粛統治
湖南省では、陸軍士官学校時代の同級生だった賀耀組の引き立てを受け、1925年（民国14年）7月に、湖南陸軍第1師顧問兼軍官講習所所長に任ぜられた。1926年（民国15年）9月、賀が国民革命軍に易幟し、独立第2師師長となると、谷は同師副師長兼第1旅旅長となる。そして賀に随従して江西省の九江攻略、さらに翌年3月の南京攻略に貢献した。4月、独立第2師が第40軍に拡充されると、谷は南京戒厳司令代理に昇格した。このとき、蔣介石の知遇を受けている。
1928年（民国17年）2月、谷正倫は南京衛戍副司令となった。同年5月、済南事件が勃発し、日本側から責任者と指弾された南京衛戍司令賀耀組が罷免に追い込まれてしまう。これにより、谷が後任の司令に昇進し、首都警備の任を委ねられることになった。以後、谷は憲兵部隊の練成と組織に尽力することになる。
まず谷正倫は蘇州で憲兵軍官講習所と憲兵教練所を設立し、1932年（民国21年）1月、軍政部に属する形で憲兵司令部が創設されると司令に就任した。1934年（民国23年）には憲兵学校を創設し、蔣介石が校長、谷が教育長となり、谷が実際の運営を担った。日中戦争（抗日戦争）勃発後の1937年（民国26年）9月、谷は軍事委員会軍法執行副監を兼任する。また、首都の内陸部移転に伴い、湘鄂川黔辺区綏靖公署主任も兼ねている。1940年（民国29年）12月まで谷は憲兵司令を務めていたが、それまでに憲兵は30個団に拡充された。
この月に、谷正倫は中国共産党の陝甘寧辺区封鎖の任を蔣介石から委ねられ、甘粛省政府主席に任命される。以後、1946年（民国35年）10月まで同省政府主席を務め、1942年（民国31年）10月には甘新公路督弁も兼任している。この間に谷は、「新県制」を実行するなどして国民政府中央の統制を甘粛省にもたらす一方で、現地回族への福祉充実に努めて民族間の対立緩和を図り、さらに水利建設や農・林・牧業振興、土木事業展開でも顕著な成果をあげた。甘粛省省会の蘭州へは、アメリカ副大統領ヘンリー・A・ウォレスも参観のため訪れており、谷の良好な治績を絶賛している。

### 国共内戦と晩年
1946年（民国36年）10月、甘粛省での治績を評価される形で、谷正倫は国民政府中央で糧食部部長に任命された。翌年4月、貴州省政府主席に任命され、久しぶりに地元への復帰を果たすことになる。谷は国共内戦対応のために反共政策による統制を懸命に進めた。しかし内戦は共産党優勢に展開し、次第に谷は追い詰められていくことになる。
1949年（民国38年）11月になると、貴州省西南部一帯に駐留していた第89軍軍長劉伯竜から谷正倫は省政府主席の地位を狙われるようになった。そして劉が谷のかつての上官であった盧燾を殺害するなどの暴挙を働くと、激怒した谷は劉を急襲・処刑する。この頃にはもはや中国人民解放軍が貴陽間近に迫っており、谷はまもなく台湾へ逃亡、ほどなくして貴陽も人民解放軍に占領された。台湾での谷は、総統府国策顧問に任ぜられている。
1953年（民国42年）11月3日、台北市にて病没。享年64（満63歳）。

## 注
1. ↑  劉寿林編『民国職官年表』、581頁による。熊宗仁「谷正倫」、275頁は、糧食部長への就任を1947年5月としている。